# Arson (groupe)
Pour les articles homonymes, voir Arson.
Arson est un groupe allemand de metal chrétien, originaire de Cologne. Le groupe a tourné dans toute l'Europe entre 1999 et 2011 dans différentes formations, et s'est reformé en 2018.

## Histoire
Arson est formé en 1999 par Arne Clemm, Benjamin Schlanzke, Jürgen Schneider et Manuel Weber. Ils se produisent pour la première fois en juin 2000 à la PfiJuKo de Bergneustadt devant environ 1 800 personnes. Deux semaines plus tard, le groupe remporte la première place d'un concours local de jeunes talents. Arson décide alors d'envoyer sa démo éponyme à des festivals plus importants et se produit à l'Expo de Hanovre en octobre 2000, puis à la Christmas Rock Night en décembre 2000, devant environ 1 500 personnes.
En juin 2002, Arson sort son premier album, New World. L'album reçoit le prix de l'album de l'année nat. rock lors des CCM Awards 2002. Le groupe lui-même a reçu le prix du « newcomer de l'année » au niveau national. En 2003, Arson donne ses premiers concerts internationaux aux Pays-Bas, en République tchèque et en Italie. En août 2004, Jürgen Schneider quitte le groupe pour s'occuper davantage de sa famille. Peu de temps après, un nouveau leader et chanteur est rapidement trouvé en la personne de Thomas Süßenbach.
En mars 2005, Arson commence à enregistrer son nouvel album Brokeness Brings Forth Unknown Beauty, qui sort le 10 octobre,,. Fin 2006, Arne Clemm quitte le groupe. Depuis lors, Arson ne se produisait plus qu'à trois. Benjamin Schlanzke joue la basse pendant cette période, jusqu'à ce qu'un nouveau bassiste soit trouvé fin 2008 en la personne de Ruben Seinsche. En été 2011, le groupe annonce sur son site internet qu'il allait se séparer.
À l'occasion du 20e anniversaire d'Arson, le groupe décide de jouer dans quelques festivals au cours de l'année 2018 avec une apparition au Jera on Air, ce qui a pour résultat que depuis, le groupe est à nouveau actif, donne des concerts et travaille sur un nouvel album. En novembre 2020, l'EP Interlude avec des faces B et des remixes sort et en janvier 2021, In Too Deep, le premier single du nouvel album.

## Style musical et thème
Arson décrit lui-même son style comme « un mélange de l'agressivité du metalcore, de la puissance du nu metal et de l'intensité de l'emo ». Sur Brokeness Brings Forth Unknown Beauty en particulier, le chant clair prédomine nettement. Powermetal.de souligne les « mélodies géniales » et loue le fait que le groupe se montre « très inventif et en conséquence très flexible ». Sur la démo éponyme, Arson n'avait pas encore défini son style et expérimentait surtout avec le grunge.
Le christianisme joue un rôle important pour les musiciens d'Arson. Ainsi, non seulement les textes sont inspirés par le christianisme, mais les membres du groupe indiquent même comme « objectif de leur musique » : « Nous voulons faire tomber les préjugés sur le christianisme, engager le dialogue avec les gens et leur montrer un christianisme vivant, authentique et non pas imposé », comme l'explique Arson dans son profil sur Sound7.de.

## Discographie
- 2000 : Arson (démo)
- 2002 : New World (album ; Pleitegeier Records)
- 2005 : Brokeness Brings Forth Unknown Beauty (album ; Ruuf Records)
- 2007 : A Portrait of Arson (DVD ; Guerillafilms)
- 2008 : Sharp Principal Diffuse Fundamental (EP ; Zyro Records)
- 2020 : Interludes (EP ; Zyro Records)
- 2021 : In Too Deep (single ; Zyro Records)